# Sam Rydberg
Sam Hjalmar Rydberg (Nyköping, 27 oktober 1885 – (Katarina församling) Stockholm, 25 maart 1956) was een Zweeds componist, muziekpedagoog, militaire kapelmeester en kornettist. Hij werd in Zweden als marskoning aangezien.

## Levensloop
Rydberg was al in de vroege jeugd verbonden met de blaasmuziek. Zo werd hij vanaf 1899 militaire musicus (slagwerker) bij het militaire muziekkorps van het Kungliga Södermanland regimente in Strängnäs. In 1906 wisselde hij als kornettist en cellist naar het Kungliga Svea ingenjörkårs musikkår (Koninklijk Zweeds Ingenieurs-Regiments Muziekkorps) te Stockholm. Hij speelde ook in andere orkesten in Stockholm mee. Daarnaast studeerde hij muziek aan de Musikaliska Akademien in Stockholm. In 1926 is hij met beste cijfers afgestudeerd. 
Vanaf 1928 werd hij militaire kapelmeester van zijn muziekkorps en bleef in deze functie tot 1935. Nadat hij met pensioen gegaan was werd hij bij de Zweedse omroep notenarchivaris. 
Als componist schreef hij dansmuziek, filmmuziek, romances, vocale kwartetten en concertwerken. Het meest bekend werd hij met zijn marsmuziek. Hij componeerde rond 80 marsen.

## Composities

### Werken voor harmonieorkest
- 1915 - Til Fronten
- 1916 - Avanti per Patria (Karlskrona örlogsskolors marsch)
- 1916 - Den Svenske Underofficeren
- 1936 - Gardeskamrater
- 1939 - I Beredskap
- 1939 - Under Fredsfanan
- 1939 - Vivu Esperanto
- 1940 - På Post För Sverige (ook onder de titel: On Guard For Sweden bekend)
- 1945 - På Vakt
- Flottans Sjomans Skolas
- För Fosterlandet
- Friska viljor
- I Fält
- I Flaggskrud
- I Täten
- Ikaros
- Italia - Concert March No. 2
- Käcka pojkar
- Krigsskolekadetten
- Kronprins Leopold
- Kungliga Alusborgs Kustartilleriregementets marsch
- Kungliga Karlsborgs luftvärnsregementes Marsch
- Kungliga Livgrenadjärregementets marsch
- Kungliga Norra Skanska Infanteriregementets marsch
- Kungliga Vaxholms Kustartilleriregementets marsch
- Landstormsmarsch (Militia Marsch)
- Marcia a la Italiano - Concert March No. 3
- Marcia Rapsodia Di Bonelli
- Marcia Svecia
- Militär Marsch
- Nordiska Spelen
- On Alert
- På manöver
- På Marsch
- Scouting
- Skånsk dragontrall
- Stockholms Blåsorkester
- Svenska färger
- To the Bivouac
- Tre Kronor
- Vårt luftvärn

### Filmmuziek
- 1930 - Charlotte Löwensköld
- 1936 - Söder om landsvägen
- 1950 - Med folket för fosterlandet